# Школьный, Нестор Александрович
Нестор Александрович Школьный (1902, Черниговская область — 13.11.1969) — председатель колхоза «Жовтень» Новгород-Северского района Черниговской области Украинской ССР.

## Биография
Родился в 1902 году в селе Дегтярёвка Новгород-Северского района Черниговской области -бедняка. Украинец.
Один из первых вступил в колхоз. До 1932 года работал рядовым колхозником, в 1932—1937 годах — бригадир полеводческой бригады колхоза «Жовтень». Его бригада занимала первое место в организации труда, получении высоких урожаев и служила хорошим примером для остальных бригад. В 1937 году решением общего собрания колхозников, как лучший бригадир колхоза, был послан на годичные курсы техников-полеводов в город Глухов, которые окончил в 1938 году.
По возвращении с курсов в 1938 году был избран председателем колхоза «Жовтень». В 1938 году колхоз включился во всесоюзный конкурс по выращиванию конопли и занял первое место. Колхоз получил Переходящее Красное знамя Наркомзема СССР. В 1938 году Н. А. Школьный был награждён орденом Трудового Красного Знамени. Через год колхоз стал участником Всесоюзной сельскохозяйственной выставки и был удостоен диплома 1-й степени. В 1939 году Н. А. Школьный вступил в ВКП/КПСС.
Участник Великой Отечественной войны 1941—1945 годов. Служил в пехоте автоматчиком. Воевал на Севере, сражался в Карелии, Мурманске, Норвегии. Демобилизовался в 1945 году.
В 1945 году вновь был избран председателем колхоза «Жовтень». Под руководством Н. А. Школьного колхоз добился высоких результатов в труде. По урожайности конопли и продуктивности животноводства колхоз занимал первое место в Новгород-Северском районе, в 1954—1956 годах был участником Выставки достижений народного хозяйства.
Приложил большие усилия для возрождения колхоза после немецкой оккупации. Если осенью 1943 года село Дегтярёвка было почти полностью сожжено, чудом уцелело 70 домов, люди жили в землянках, делали из хвороста сараи для скота, то на момент ухода Н. А. Школьного на заслуженный отдых, от старого села остались одни воспоминания. Были построены животноводческий комплекс, новые жилые дома под шифером и железом, детские ясли, участковая больница, баня, клуб. На полевом стане работала разнообразная техника. Село было электрифицировано, был проведен водопровод.
Указом Президиума Верховного Совета СССР от 26 февраля 1958 года за особые заслуги в развитии сельского хозяйства и достижение высоких показателей по производству зерна, сахарной свеклы, мяса, молока и других продуктов сельского хозяйства и внедрение в производство достижений науки и передового опыта, Школьному Нестору Александровичу присвоено звание Героя Социалистического Труда с вручением ордена Ленина и золотой медали «Серп и Молот».
Избирался депутатом Дегтярёвского сельского совета, депутатом Верховного Совета СССР 2-го и 3-го созывов. Делегат XXI и XXII съездов КП Украины. В 1960 и 1961 годах избирался кандидатом в члены Черниговского обкома КП Украины.
С 1964 года Н. А. Школьный — персональный пенсионер.
Жил в селе Дегтярёвка. Умер 13 ноября 1969 года. Похоронен на кладбище в селе Дегтярёвка.
Награждён орденом Ленина, 2 орденами Трудового Красного Знамени, медалями.